# Нарбонн (округ)
Округ Нарбонн (фр. Arrondissement de Narbonne) — округ у Франції, в департаменті Од. 2023 року округ об'єднував 109 муніципалітетів, населення становило 170 149 осіб.
Адміністративний центр (супрефектура) — Нарбонн.

## Муніципалітети
Список муніципалітетів округу та їхні коди INSEE:
1. Альбас (11006)
2. Альб'єр (11007)
3. Амбр-е-Кастельмор (11125)
4. Аржан-Мінервуа (11013)
5. Аржельє (11012)
6. Арміссан (11014)
7. Баж (11024)
8. Біз-Мінервуа (11041)
9. Бізане (11040)
10. Буїсс (11044)
11. Бутенак (11048)
12. Вантенак-ан-Мінервуа (11405)
13. Вільдень (11421)
14. Вільнев-ле-Корб'єр (11431)
15. Вільруж-Терменес (11435)
16. Вільсек-де-Корб'єр (11436)
17. Вінассан (11441)
18. Віньєв'єй (11409)
19. Грюїссан (11170)
20. Давжан (11117)
21. Дернакеєтт (11118)
22. Дуїяк-сус-Пейрепертюз (11123)
23. Дюрбан-Корб'єр (11124)
24. Ескаль (11126)
25. Жинестас (11164)
26. Жонк'єр (11176)
27. Кав (11086)
28. Какастель-де-Корб'єр (11071)
29. Камплон-д'Од (11064)
30. Кане (11067)
31. Кастельно-д'Од (11077)
32. Кентіян (11305)
33. Коньяк-Корб'єр (11098)
34. Крюскад (11111)
35. Курсан (11106)
36. Кустуж (11110)
37. Кюксак-д'Од (11116)
38. Кюкюньян (11113)
39. Ла-Пальм (11188)
40. Лаграсс (11185)
41. Лане (11187)
42. Ларок-де-Фа (11191)
43. Лезіньян-Корб'єр (11203)
44. Лекат (11202)
45. Лер'єр (11186)
46. Люк-сюр-Орб'є (11210)
47. Маркориньян (11217)
48. Массак (11224)
49. Маяк (11212)
50. Мезон (11213)
51. Мірепессе (11233)
52. Монбрен-де-Корб'єр (11241)
53. Монгаяр (11245)
54. Монжуа (11250)
55. Монредон-де-Корб'єр (11255)
56. Монсере (11256)
57. Му (11261)
58. Муссан (11258)
59. Мутуме (11260)
60. Нарбонн (11262)
61. Нев'ян (11264)
62. Ом (11172)
63. Оріак (11020)
64. Орнезон (11267)
65. Падерн (11270)
66. Пазьйоль (11276)
67. Палерак (11271)
68. Параза (11273)
69. Пейріак-де-Мер (11285)
70. Пор-ла-Нувель (11266)
71. Портель-де-Корб'єр (11295)
72. Пузоль-Мінервуа (11296)
73. Рессак-д'Од (11307)
74. Рибот (11311)
75. Роккурб-Мінервуа (11318)
76. Рокфор-де-Корб'єр (11322)
77. Руб'я (11324)
78. Руффіак-де-Корб'єр (11326)
79. Саллель-д'Од (11369)
80. Саль-д'Од (11370)
81. Сальза (11374)
82. Сен-Жан-де-Барру (11345)
83. Сен-Куа-д'Од (11337)
84. Сен-Лоран-де-ла-Кабрерисс (11351)
85. Сен-Марсель-сюр-Од (11353)
86. Сен-Мартен-де-Пюї (11354)
87. Сен-Назер-д'Од (11360)
88. Сен-П'єрр-де-Шам (11363)
89. Сент-Андре-де-Роклонг (11332)
90. Сент-Вальєр (11366)
91. Сіжан (11379)
92. Сулаже (11384)
93. Талеран (11386)
94. Тезан-де-Корб'єр (11390)
95. Терм (11388)
96. Трей (11398)
97. Турніссан (11392)
98. Турузель (11393)
99. Тюшан (11401)
100. Увеян (11269)
101. Фабрезан (11132)
102. Фелін-Терменес (11137)
103. Ферраль-ле-Корб'єр (11140)
104. Фея (11143)
105. Фіту (11144)
106. Флері (11145)
107. Фонжонкуз (11152)
108. Фонкуверт (11148)
109. Фрессе-де-Корб'єр (11157)